# NGC 2256
NGC 2256 ist eine linsenförmige Galaxie vom Hubble-Typ E/SB0 im Sternbild Giraffe am Nordsternhimmel. Sie ist schätzungsweise 240 Millionen Lichtjahre von der Milchstraße entfernt und hat einen Durchmesser von etwa 125.000 Lj.

Im selben Himmelsareal befindet sich u. a. die Galaxie NGC 2258.
Das Objekt wurde am 1. August 1883 von Ernst Wilhelm Leberecht Tempel entdeckt.